# 허무주의 운동

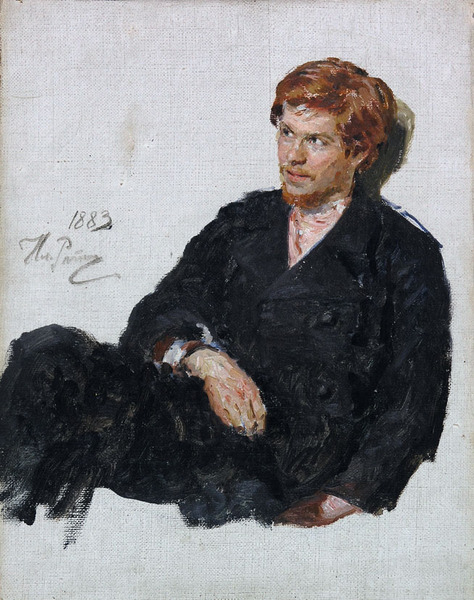
일리야 레핀에 의해 그려진 니힐리스트 학생

니힐리스트 운동(Nihilist movement)는 모든 권위를 부정했던 1860년대 러시아의 운동이었다. nihil은 무(無)뜻하는 라틴어에서 비롯 되었다. 1881년 알렉산더 2세의 암살 이후 니힐리스트들은 정치적 변화를 만들어내기 위해 폭력을 사용하는 이들로 전유럽에 알려지게 되었다.

## 역사

### 두 개의 니힐리스트 혁명
러시아의 니힐리즘(нигилизм)은 두 개의 기간으로 나누어 볼 수 있다. 기초적인 기간(1860-1869)은 반문화적 측면을 지녔었는데, 니힐리스트들의 작은 반항조차 시베리아로 보내어 지거나 장기간 투옥 되었기 때문에 이에대한 반감으로 니힐리즘이 형성되었다. 다른 니힐리즘 혁명의 기간(1870-1881)은 혁명가의 교리문답이라는 팸플릿으로서 형성되었고, 기존의 기다림과 가벼운 프로파간다로서 진행되던 운동을 차르 체제와 러시아 국가에 맞서는 운동으로 전환 시켰다. 혁명기는 연쇄 폭탄공격에 의한 차르 알렉산더 2세의 암살로서 끝을 맺게 되었고, 이는 결과적으로 니힐리스트 운동을 파멸 시켰다.

### 미하일 바쿠닌의 영향
미하일 바쿠닌은 독일에서의 반동(Reaction in Germany)에서 다음과 같은 유명한 말을 남긴다. “그러니 헤아릴 수 없고 모든 생명의 영원한 원천인 파괴와 절멸의 영원한 영을 신뢰하자. 파괴의 열정은 또한 창조의 열정이다!" 이 문학 작품은 니힐리스트들의 사상을 앞질렀고, 그들의 사상을 부추겼다. 바쿠닌은 아나키즘을 전 유럽으로 확산시키고 다녔기 때문에 러시아에서 그는 서구주의자로 인식되었다. 바쿠닌은 분명 니힐리즘 혁명기와 철저한 연관 관계가 있지만, 니힐리스트들과의 관점은 궁극적으로 동일하지 않았다. 그는 다음과 같이 언급한적이 있다. “내가 인류애와 주변 사람들의 자유를 인정하는 한 나는 자유로운 인간이다.” 이는 보편적인 인본주의적 관점이었고, 니힐리스트의 “위대하고 거룩한 증오”나 “모든 미학의 절멸”과 같은 주장과 대조적이었다.

### 체르니셰프스키와 니힐리즘적 사회주의
니콜라이 체르니셰프스키는 사회주의 의제에 니힐리즘을 통합한 최초의 인물이었다. 일반적으로 사회주의에 대한 니힐리즘의 공헌은 1848년의 혁명의 부르주아 개혁자와 맑스의 프롤레타리아가 아니라 농민이 변혁의 주체라는 개념이었다. 이런 입장에 대한 선동으로 인하여 체르니셰프스키는 수감되었고 1864년에 25년의 시베리아 추방형을 받게 되었다. 니힐리즘에 영향을 받아 사회변혁을 이루려 했던 최조의 조직은 “토지와 자유당”이라는 비밀 결사였다. 이 이름은 니힐리즘 혁명기동안 완전히 분리된 다른 그룹에서도 사용되었다. 이들은 폴란드 독립 운동을 지원하고 1861년의 농노 해방령으로 인해 빚을 지고있는 농부들을 선동하기 위해 활동했었다. 폴란드 독립운동은 니힐리스트들에게 특별한 관심사가 아니였고, 카잔 농민 반란을 선동하려는 음모가 실패한 이후 이들은 1863년 와해 되었다.

### 비밀 니힐리스트 그룹

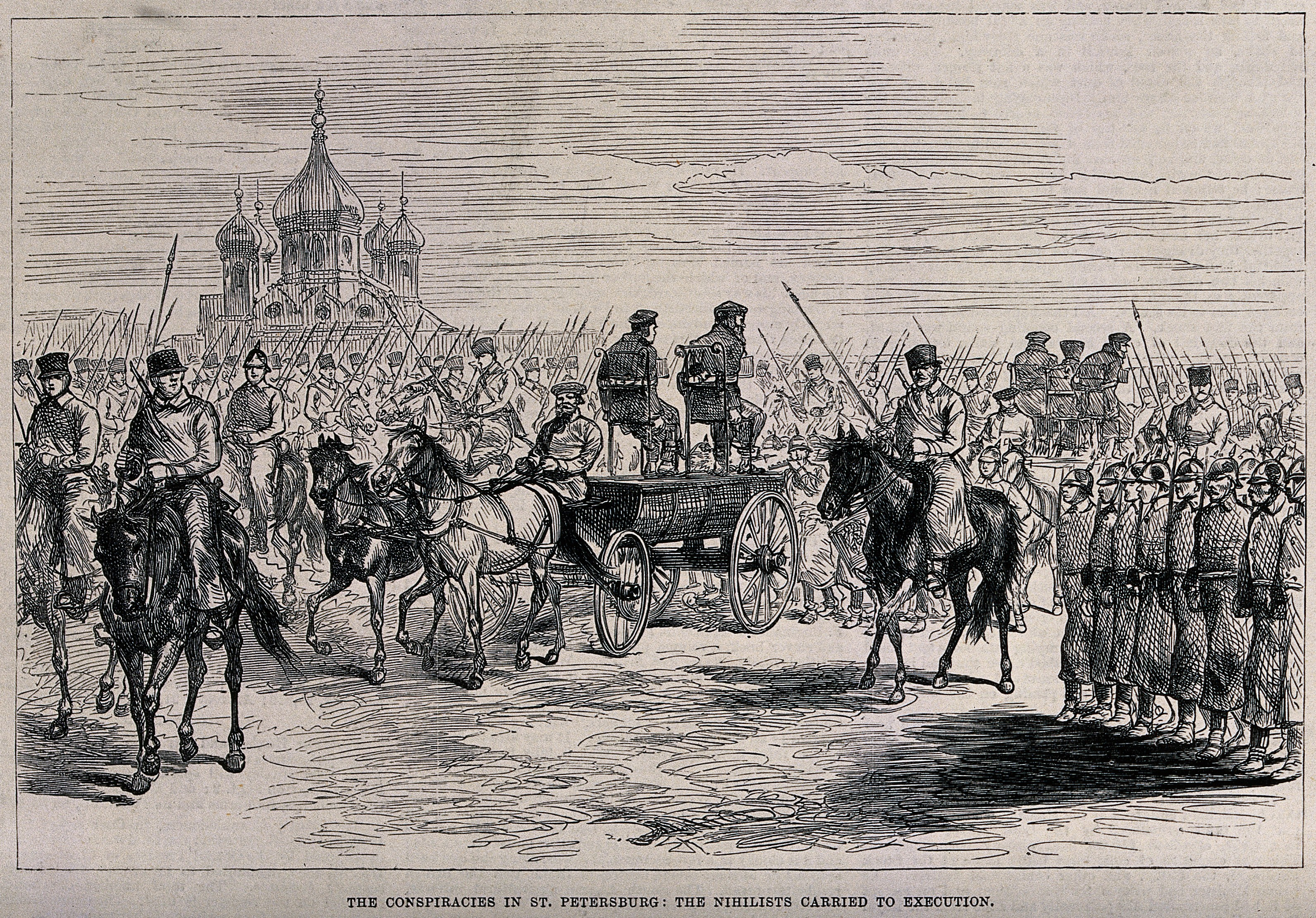
상트페테르부르크의 처형장으로 끌려가는 니힐리스트들

실패 이후, 러시아 정부는 적극적으로 니힐리스트 혁명가들을 추적하기 시작했고, 이로서 최초의 니힐리스트 비밀 결사가 만들어졌다. 비밀 활동을 하는 최초의 조직중 하나는 The Organization이라고 불렸으며, 그들은 혁명가들을 훈련시키기 위해 모스크바 빈민가에 소년 학교를 만들었다. 그들은 지옥(Hell)이라고 불리는 하위 조직을 가지고 있었는데, 그들의 목적은 정치적 테러리즘이었고 차르의 암살을 목표로 했다. 이 시도는 1866년 4월 4일 드미트리 카라코조프(Dmitry Karakozov)에 의해 실행되었지만 실패하고 말았다. 드미트리는 상트페테르부르크에 있는 스몰렌스크 광장에서 교수형 당했다. The Organization의 지도자 니콜라스 이슈틴(Nicholas Ishutin)도 시련을 겪어 시베리아로 추방되기 전에 처형되었다. 따라서 The Organization의 와해와 함께 1860년대의 나머지 부분엔 백색 테러가 시작되었다,

### 백색 테러
백색테러는 차르가 니힐리스트들을 억압하기 위해 임명한 미하일 무라비요프 백작(이전에 폴란드 반군에 대한 처우로 인해 교살자 무라비요프라고 알려졌다.)에 의해 시작되었다. 두 개의 급진적인 신문(The Contemporary와 Russian Word)은 폐간되었고, 자유주의적 개혁은 대중의 반발을 두려워하여 최소화되었으며, 교육 체제가 현존하는 혁명 정신을 억누르도록 개혁되었다. 러시아 국가에 의한 이런 행동은 니힐리즘의 기초적 시기에 대한 종말을 의미했다.

### 네차예프의 니힐리즘 혁명
세르게이 네차예프의 등장은 니힐리즘의 기초적인 기간에서 혁명적인 기간으로의 전환을 상징한다. 네차예프는 농노의 아들이었는데, 기존의 니힐리스트들이 사회 변혁에 대한 담론의 확대를 원했던 중간계급이었던 것과는 대조적이었다. 네차에프는 유럽의 군주들이 마키아벨리의 사상을 사용하고, 가톨릭 예수회가 그들의 목적을 위해 부도덕한 행위를 한것처럼, 인민의 혁명을 자극하기 위해 사용되어선 안되는 행위란 없다고 주장했다. 한 학자는 다음과 같이 언급했다. “그의 명백한 부도덕성(더 정확히 무도덕성)은 국가와 교회가 완전한 통제를 추구하는데 있어서 무자비하고 비도덕적이라는 냉혹한 현실에서 파생된 것이다. 그러므로 그런 권력에 대항하는 투쟁은 필요한 어떤 방법을 통해서라도 수행되어야 하는 것이었다.”
네차예프의 이미지는 혁명가의 교리문답과 그가 실체로 취한 행동의 결과이다. 교리문답은 정치 철학으로서의 니힐리즘의 형성과 혁명적 행위의 실천 사이의 분명한 변형을 확립한 중요한 문서이다. 이 문서는 혁명가가 지난 10년 동간의 니힐리스트들과는 다른 인물임을 묘사한다. 네차예프는 혁명가란 하나의 목적에 헌신하고, 감정이나 애착을 가져서는 안된다고 주장했다. 우정은 혁명에 대한 열정에 좌우되며, 이방인과의 관계는 그들이 혁명을 위한 자원의 제공에 따라 결정되는 것이다. 비타협적인 교리문답의 내용은 단지 네차예프라는 인격을 넘어서서 혁명가들에게 강한 영향을 주었다. 이는 니힐리즘의 원칙을 혁명적 계획으로 확장시킨 시도 때문이기도 했고, 교리문답은 60년대의 혁명가들에겐 없었던 구조와 무게를 제공했기 때문이었다.

## 같이 보기
- 니힐리즘
- 세르게이 네차예프
- 인민주의
- 토지와 자유당
- 인민의 의지당
- 불의 세포의 음모

## 참조
- Nihilism, Anarchy, and the 21st Century
- George Kennan and the Russian Empire: How America's Conscience Became an Enemy of Tsarism by Helen Hundley
- Wasiolek, Edward. Fathers and Sons: Russia at the Cross-roads. New York: Twayne Publishers, 1993. ISBN 0-8057-9445-X